# 하야시 다케히로
하야시 다케히로(일본어: 林 威宏, 1976년 1월 23일 ~ )는 일본의 전 축구 선수이다.

## 구단 경력
과거 도쿠시마 보르티스에서 활동하였다.